# توم كانتويل
توم كانتويل (بالإنجليزية: Tom Cantwell)‏ هو لاعب كرة قاعدة أمريكي، ولد في 23 ديسمبر 1888 في واشنطن العاصمة في الولايات المتحدة، وتوفي بنفس المكان في 1 أبريل 1968.

## وصلات خارجية
- توم كانتويل على موقعبيزبول رفرنس.كوم (الدوري الرئيسي) (الإنجليزية)
- توم كانتويل على موقعبيزبول رفرنس.كوم (الدوري الثانوي) (الإنجليزية)